# MPX
MPX, czyli Multi-pointer X Server - jest odpowiednikiem Linuksowym Microsoft PixelSense. Jest on modyfikacją istniejącego X.Org.
Wykorzystuje on ekran multidotykowy. Dzięki temu dostarcza wiele kursorów naraz. Takie rozwiązanie ma zastąpić dotychczasową mysz i klawiaturę. Pozwala również na pracę wielu użytkowników naraz.

## Historia
Multi-pointer X Server został opracowany na Uniwersytecie Australii Południowej przez Petera Hutterera w latach 2005-2007.